# Ruslan Vasil'evič Skvorcov
Ruslan Vasil'evič Skvorcov (in russo Руслан Васильевич Скворцов?; Elec, 31 gennaio 1980) è un ballerino russo, primo ballerino del Balletto Bol'šoj dal 2009 al 2020.

## Biografia
Dopo gli studi all'Accademia statale di coreografia di Mosca, Ruslan Vasil'evič Skvorcov è stato scritturato dal Balletto Bol'šoj nel 1998 e nell'ottobre 2009 è stato proclamato primo ballerino della compagnia. Il suo repertorio con la compagnia include molti dei maggiori maschili scritti da Jurij Grigorovič, tra cui Albrecht in Giselle, Siegfried ne Il lago dei cigni, Désiré ne La bella addormentata, Jean in Raymonda, Crasso in Spartak, Solor ne La Bayadère e il Principe ne Lo schiaccianoci.
Inoltre, prima del suo ritiro dalle scene nel 2020, ha danzato numerosi altri ruoli da étoile scritti da importanti coreografi, tra cui Aleksej Ratmanskij (Conrad ne Le Corsaire, Antoine nelle Fiamme di Parigi), Roland Petit (Frollo in Notre Dame de Paris), John Neumeier (Demetrio in Sogno di una notte di mezza estate, Des Grieux ne La signora delle camelie), John Cranko (Onegin in Onegin), George Balanchine (Smeraldi in Jewels), Michel Fokine (il poeta ne La Sylphide), Vaclav Fomič Nižinskij (il fauno ne Il pomeriggio di un fauno), Leonide Massine (mugnaio Il cappello a tre punte), Christopher Wheeldon e Maurice Béjart.
Nel 2014 è stato proclamato Artista del popolo della Federazione Russa.